# تویوتا، آیچی
تویوتا، آیچی از شهرهای استان آیچی ژاپن است که جمعیت آن در ۱ ژانویه ۲۰۰۸، ۴۲۰٬۲۸۶ نفر بوده‌است.